# Louis Jou
Pour les articles homonymes, voir Jou.
 (décembre 2014).
Si vous disposez d'ouvrages ou d'articles de référence ou si vous connaissez des sites web de qualité traitant du thème abordé ici, merci de compléter l'article en donnant les références utiles à sa vérifiabilité et en les liant à la section « Notes et références ».
Luis Felipe-Vicente Jou i Senabre, dit Louis Jou, est un peintre, graveur et typographe espagnol, né à Gracia (aujourd'hui intégré à Barcelone) le 29 mai 1881, émigré en France, mort le 3 janvier 1968.

## Biographie
Il devient peintre en lettres à l'âge de 16 ans. En 1906, Louis Jou part pour la France et rejoint son ami organiste Joseph Civil. Il y côtoie Guillaume Apollinaire et Francis Carco.
En 1908, il rencontre François Bernouard, poète, imprimeur et éditeur avec qui il crée la Belle Édition où s'affirme son talent de typographe, de graveur et de compositeur de beaux textes. Il fréquente André Derain, Pablo Picasso et obtient des commandes dans la revue de luxe de Jean Cocteau Schéhérazade. En 1909 et 1910, il publie des dessins dans L'Assiette au beurre, puis dans Le Témoin, Le Courrier français, Le Frou-frou (1911-1912).
En 1921, sa rencontre avec l'écrivain André Suarès donne naissance à l'amitié de toute une vie. Suarès qualifie Jou d'« architecte du livre ». Il réalise son rêve et rapporte d'Espagne ses propres caractères typographiques. Il livre ensuite plusieurs gravures à la revue d'art Byblis (1926, 1930).
En 1939, il quitte Paris et se réfugie aux Baux de Provence, où il restaure la maison acquise en 1921, le splendide hôtel Renaissance Jean de Brion. Il compose, seul dans son atelier, face à sa demeure, ses plus belles œuvres intitulées Les livres de Louis Jou : Les 24 sonnets de Louise Labbé, Adolphe de Benjamin Constant, La Danse macabre, Les Bucoliques baussenques, Le Cantique des cantiques et Oraisons funèbres prononcées par Messire Jacques Benigne Bossuet.
Parmi les plus grands typographes du siècle, la place de Louis Jou est exceptionnelle. Il est le seul parmi ses pairs à avoir conçu et réalisé un ouvrage entièrement par lui-même.
Xylographe, graveur sur métal, Jou dessine et fond ses propres caractères. En remontant jusqu'au XVe siècle à la recherche d'un salutaire renouveau de la typographie, il a, d'instinct, rejoint la démarche intellectuelle de chercheurs qui, en Europe, dans la seconde moitié du siècle dernier, avaient ressenti la nécessité d'une réaction devant le machinisme naissant et les excès de tous ordres dans la conception du livre.
Ayant concilié la rigueur nordique et l'âpreté espagnole, il n'en reste pas moins que la forte personnalité de Jou – qui ne fut le disciple de personne – le libère de toute influence et lui permet d'imposer à son tour une œuvre originale, aussi bien dans l'art typographique que dans ses créations picturales.
Ce catalan naturalisé Français en 1927 fut un créateur de livres dont l'influence, au terme d'une carrière exemplaire de plus d'un demi-siècle, a été l'une des plus déterminantes dans l'évolution du livre contemporain.
En 1954, il figure au jury pour l'élection de la reine d'Arles.

## Décoration
- Officier de l'ordre des Arts et des Lettres (1963)[4]

## Livres illustrés
- Anatole France, Les Opinions de M. Jérôme Coignard, Paris, Les Cent Bibliophiles, 1914
- Blaise Pascal, Les Pensées, coll. « Le livre catholique », Paris, Georges Crès, deux volumes, 1916
- Miguel de Cervantès, Le Jaloux Carrizalès d'Estamadure, Paris, Société littéraire de France, 1916
- Remy de Gourmont, La Petite ville suivie de Paysages, Paris, Société littéraire de France, 1916
- Oscar Wilde, Salomé, coll. « Le Théâtre d'Art », Paris, Georges Crès, 1917
- André Suarès, Amour, poème de Félix Bangor, Paris, Émile-Paul Frères, 1918
- André Gide, Le Retour de l'enfant prodigue, Paris, Nouvelle Revue française, 1919
- Anatole France, La Rôtisserie de la Reine Pédauque, Paris, G. & A. Mornay, 1920
- Nicolas Machiavel, Le Prince, Paris, Jou & Bosviel, 1921.
- La Boétie, De la servitude volontaire ou le Contr'un, Paris, Jou et Bosviel, 1922
- A. T' Serstevens, Le Carton aux estampes, Paris, G. & A. Mornay, 1922
- Montesquieu, Lettres persanes, Paris, Les Bibliophiles du Palais, 1926
- Anatole France, L'île des Pingouins, Paris, Lapina, deux volumes, 1926
- André Gide, Les Nourritures terrestres, Paris, éd. Claude Aveline, 1927
- André Suarès, Le Voyage du Condottière, Paris, Les éditions d'Art Devambez, 1930
- Rudyard Kipling, La Chasse de Kaa, Paris Javal & Bourdeaux, 1930
- André Suarès, Marsiho, Paris, Trémois, 1931
- Oscar Wilde, Salomé, Paris, Société des médecins bibliophiles, 1932
- Chateaubriand, Atala, René, le dernier des Abencérages, Paris, La Maison française, 1948
- Cervantès, Don Quichotte, Genève, Gerald Cramer (quatre volumes), 1948-1950
- Maurice Brun, Groumanduji, Marseille, Maurice Brun, 1949
- Rabelais, Œuvres, Paris-Nice, Imprimature (Gerald Cramer) 3 volumes, 1951-1952
- Charles Galtier, Bucoliques baussenques, poèmes en prose, Les Livres de Louis Jou, 1954
- Pierre Klossowski, Le Bain de Diane, Paris, Jean-Jacques Pauvert, 1956